# Ryoma Nishimura
Ryoma Nishimura (西村 竜馬 Nishimura Ryoma?, nacido el 2 de julio de 1993 en Nagano) es un futbolista japonés que se desempeña como defensa.

## Trayectoria

### Clubes
| Club                      | País   | Año         |
| ------------------------- | ------ | ----------- |
| Albirex Niigata           | Japón  | 2012 - 2017 |
| Grêmio Esportivo Mauaense | Brasil | 2012        |
| Japan Soccer College      | Japón  | 2013        |
| Azul Claro Numazu         | Japón  | 2014 - 2015 |
| Montedio Yamagata         | Japón  | 2017 -      |

## Estadística de carrera

### J. League
| Club              | Año   | J. League | J. League | Copa J. League | Copa J. League | Total | Total |
| Club              | Año   | Part.     | Goles     | Part.          | Goles          | Part. | Goles |
| ----------------- | ----- | --------- | --------- | -------------- | -------------- | ----- | ----- |
| Albirex Niigata   | 2012  | 0         | 0         | 0              | 0              | 0     | 0     |
| Albirex Niigata   | 2016  | 7         | 0         | 1              | 0              | 8     | 0     |
| Albirex Niigata   | 2017  | 2         | 0         | 4              | 0              | 6     | 0     |
| Montedio Yamagata | 2017  | 4         | 0         | -              | -              | 4     | 0     |
| Total             | Total | 13        | 0         | 5              | 0              | 18    | 0     |